# 東京ブラススタイル
東京ブラススタイル（とうきょうブラススタイル）は日本の10人編成ビッグバンドである。2007年ユニバーサル ミュージック クラシックよりメジャーデビュー。

## 概要
アニメソングを中心とした、様々な楽曲のジャズアレンジを専門に演奏するバンドである。女性メンバーのみで構成されている。インディーズ時代のバンド名は「東京ブラス・スタイル」であったが、メジャーデビューの際に「・」がなくなり現在の名前になった。
2011年から、大井競馬場のトゥインクルレース（ナイター競走）において、メンバーから選出された5人による『東京トゥインクルファンファーレ』が、主に後半のレースの発走ファンファーレの生演奏を担当している。また、南関東公営競馬の各競馬場（浦和・川崎・船橋）のほか、各地方競馬場（JBC諸競走など）、さらに中央競馬での重賞レースでファンファーレを担当することもある。
- 特に2024年はダート三冠路線の整備のPRを兼ねたキャラバンとして、京都競馬場のユニコーンステークス（京都での演奏は2018年のJBC諸競走以来[3]）、新潟競馬場のレパードステークス[4]、盛岡競馬場の不来方賞[5]など各地でファンファーレを演奏している。

2011年8月15日、岩手県競馬組合（盛岡競馬場）において、復興応援プロジェクトの一環として、大槌ブラススタイル（大槌中、大槌高、他）の生徒達とのコラボレーションによるクラスターカップのファンファーレ生演奏及び、レース終了後にスペシャルライブを行った。
2019年よりソロプロジェクトを開始した。第一弾は、かんあゆ(ピアノ、キーボード)『North east memories』。第二弾は、レイチェル(トランペット、ボーカル)『なんとかなるさ』。

## メンバー
- 森村 香子（もりむら きょうこ、トランペット）
- 中野 栞（なかの しおり、トランペット）
- 吉田 梨紗（よしだ りさ、トランペット）
- 岡本 ちなみ（おかもと ちなみ、トロンボーン)
- 永山 千尋（ながやま ちひろ、トロンボーン）
- Nico（にこ、ソプラノ/アルトサックス）
- 矢元 美沙樹（やもと みさき、テナーサックス）
- 金 南嬉（きむ なみ、キーボード/ピアノ）
- MiMi（川上 真裕美）（かわかみ まゆみ、ドラム）
- 五十棲 千明（いそずみ ちあき、ベース）

※2023年4月現在。

### 過去のメンバー
- aya（高澤 綾）（あや、トランペット）
- 安達 奈央美（あだち なおみ、トランペット）
- 石川 恵美（いしかわ えみ、ソプラノ/アルトサックス）
- 田代 理絵（たしろ りえ、トランペット）
- 吉田「アフロ」佳代（よしだ アフロ かよ、バリトンサックス）
- 湯浅 佳代子（ゆあさ かよこ、トロンボーン）
- 野口 茜（のぐち あかね、キーボード/ピアノ）
- JJ（ジェイジェイ、ドラム）
- 金澤 沙織（かなざわ さおり、ドラム）
- かこい まきこ（ドラム）
- かんあゆ（キーボード/ピアノ）
- 清水 玲奈（しみず れいな、テナーサックス、フルート）
- ちいた（ドラム）
- 足立 恵子（あだち けいこ、バストロンボーン）
- 平野 なつき（ひらの なつき、ベース）
- 金成 葉子（かねなり ようこ、ドラム）
- ましゅ（バリトンサックス）
- anna（アンナ、トランペット/フリューゲルホーン）
- 古屋 ヒロコ（ふるや ヒロコ、トランペット）
- Rachel（レイチェル、トランペット）
- 石川 恵美（いしかわ えみ、ソプラノ/アルトサックス）
- 井口 久美子（いぐち くみこ、テナーサックス）※メガネは度が入っている本物
- 枡家 小雪（ますか こゆき、トロンボーン）
- 本村 彩織（もとむら さおり、トロンボーン/ボーカル）
- オカピー（おかぴー、ベース）
- リエイ　　（りえい、里英、ドラム）
- MIRU（山本見）（やまもと みる、トランペット）
- 桑田 亜季（くわた あき、トランペット）
- 西須 友香（にしす ゆか、トロンボーン）
- 矢野 美恵（やの みえ）（キーボード/ピアノ）
- 岡田 真帆（おかだ まほ、ドラム）
- 実咲（みさき、ベース）
- 芹田ジュナ（せりた じゅな、ベース）

## 東京ブラススタイル（東京トゥインクルファンファーレ）動画
- 在広東少年/Kang Tong Boy https://www.youtube.com/watch?v=3rGnR6j4AWQ
- ハトと少年 https://www.youtube.com/watch?v=P4oaxAafsg8
- 空色デイズ https://www.youtube.com/watch?v=rSuXxW0P8M0
- 21st Century Girls http://vk.com/video-19534913_149420720

## ディスコグラフィー

### アルバム
1. アニジャズ　1st.NOTE（2005年11月25日）
  1. 鉄腕アトム
  2. キューティーハニー
  3. 銀河鉄道999
  4. 檄!帝国華撃団
  5. ラムのラブソング
  6. ひょっこりひょうたん島
  7. ひみつのアッコちゃん
  8. エイトマン
  9. タッチ
  10. ルパン三世のテーマ’78
2. 饗宴ラフレシア～アニジャズ 2nd note～（2006年8月23日）
  1. 宇宙戦艦ヤマト
  2. アンパンマンのマーチ
  3. ムーンライト伝説
  4. 愛・おぼえていますか
  5. 燃えてヒーロー
  6. POKEMON THEME
  7. Fly Me To The Moon
  8. はじめてのチュウ
  9. ガッチャマンの歌
  10. CHA-LA HEAD-CHA-LA
3. アニジャズ　ジブリ（2006年12月6日）
  1. ルージュの伝言
  2. となりのトトロ
  3. 風の谷のナウシカ
  4. やさしさに包まれたなら
  5. 君をのせて
4. ブラスタ天国（2007年8月8日）
  1. 魔訶不思議アドベンチャー! ～「ドラゴンボール」より　
  2. サザエさん一家～「サザエさん」より　　
  3. おどるポンポコリン ～「ちびまる子ちゃん」より　　
  4. アタックNO.1の歌　　
  5. ラヴ・スコール～「ルパン三世」より（歌入り）　　
  6. すきすきソング～「ひみつのアッコちゃん」より　　
  7. ハクション大魔王の歌（配信版未収録）　　
  8. 妖怪人間ベム　　
  9. キャンディ・キャンディ　　
  10. キャッツ・アイ（歌入り）　　 　　
  11. キャッツ・アイ（インストゥルメンタル）（配信版未収録）
  12. マジンガーZ（配信版限定トラック）
5. BRASTA X'mas（2007年11月21日） MAXIシングル
  1. BRASS STYLE CHRISTMAS SWEETS
  2. JOY TO THE WORLD! THE LORD IS COME
  3. CHRISTMAS EVE
  4. I SAW MAMMY KISSING SANTA CLAUS
  5. SILENT NIGHT
  6. ALL I WANT FOR CHRISTMAS IS YOU
  7. WE WISH YOU A MERRY CHRISTMAS
  8. JINGLE BELL
  9. LAST CHRISTMAS
  10. O TANENBAUM
  11. Merry Christmas Mr.Lawrence ～「戦場のメリークリスマス」より
6. BRASTA G（2007年12月5日） ミニアルバム
  1. 空色デイズ ～「天元突破グレンラガン」より
  2. ブルーウォーター ～「ふしぎの海のナディア」より
  3. 残酷な天使のテーゼ ～「新世紀エヴァンゲリオン」より
  4. フライ・ミー・トゥ・ザ・ムーン ～「新世紀エヴァンゲリオン」より
  5. アクティブ・ハート ～「トップをねらえ!」より
  6. キューティーハニー（ヴォーカル・ヴァージョン）
7. ブラスタ甲子園（2008年3月26日） ミニアルバム
  1. ダッシュKEIO～慶應義塾大学応援歌
  2. 心絵～「メジャー」より
  3. がんばれドカベン～「ドカベン」より
  4. タッチ～「タッチ」（ヴォーカルver.）
  5. ゆけゆけ飛雄馬～「巨人の星」より
  6. 虹のグランドスラム～「H2」より
  7. 青春ライン～「おおきく振りかぶって」より
  8. チャンス法政～法政大学応援歌
8. アニジャズ　メガミックス（2008年5月28日）
  1. アニジャズ 1st note　メドレーMIX
  2. アニジャズ 2nd note　メドレーMIX
  3. アニジャズ ジブリ　メドレーMIX
  4. 薔薇は美しく散る～「ベルサイユのばら」より
  5. 魂のルフラン～「新世紀エヴァンゲリオン」より
9. ブラスタ ジブリ（2008年7月9日）
  1. さんぽ～オープニング・ジングル～　～「となりのトトロ」より
  2. ハトと少年～「天空の城ラピュタ」より
  3. 崖の上のポニョ～「崖の上のポニョ」より
  4. 風の谷のナウシカ～オープニング～　～「風の谷のナウシカ」より
  5. さんぽ～「となりのトトロ」より
  6. 風の丘～「魔女の宅急便」より
  7. もののけ姫～「もののけ姫」より
  8. いつも何度でも～「千と千尋の神隠し」より
  9. 人生のメリーゴーランド～「ハウルの動く城」より
  10. カントリー・ロード（Take Me Home, Country Roads）～「耳をすませば」より